# Léon Bourdin
Le capitaine de vaisseau Léon Bourdin, né le 3 octobre 1907  à Arras (Pas-de-Calais) et mort le 16 février 1998 à Sèvres (Hauts-de-Seine), est un officier de marine français.

## Distinctions
- Chevalier du Nichan Iftikhar
- Officier de la Légion d'honneur
- Croix de guerre 1939-1945